# 生年別日本の漫画家一覧 1960年代
生年別日本の漫画家一覧 1960年代（せいねんべつにほんのまんがかいちらん 1960ねんだい）は、1960年代に誕生し、日本で活動する漫画家の生年別一覧である。

## 1960年生
- 青沼貴子
- 明智抄（ - 2020年）
- 荒木飛呂彦
- 石川優吾
- 樹なつみ
- 伊藤伸平
- いましろたかし
- 岩明均
- 浦沢直樹
- 大野安之
- 岡野玲子
- 御茶漬海苔
- 川口まどか
- 川原泉
- 川原由美子
- 小成たか紀（ - 1996年）
- こやま基夫
- 嶋田隆司（ゆでたまご）
- 高屋良樹
- 高橋陽一
- 多田かおる（ - 1999年）
- 玉井たけし（ - 2004年）
- なかいま強
- 永野護
- 成田美名子
- 古沢優
- 塀内夏子
- 野間美由紀
- 前川たけし
- みず谷なおき（ - 1999年）
- 山本直樹
- 吉田聡
- 渡辺多恵子
- 鈴木由美子

## 1961年生
- 天沼俊
- うすね正俊
- 江川達也
- 越智善彦
- 克・亜樹
- 唐沢なをき
- きくち正太
- 桜玉吉
- 佐々木倫子
- さそうあきら
- 士郎正宗
- 島本和彦
- 千葉きよかず
- 鶴田謙二
- TONO
- 中井義則（ゆでたまご）
- 長谷川裕一
- 原哲夫
- 原秀則
- 日渡早紀
- 星里もちる
- 森秀樹
- 山野一
- よしだみほ

## 1962年生
- あさりよしとお
- 大迫純一（ - 2010年）
- 小田ひで次
- 垣野内成美
- ガモウひろし
- きお誠児
- くりた陸（ - 2017年）
- 黒岩よしひろ（ - 2018年）
- 桂正和
- 王欣太
- けらえいこ
- 貞本義行
- 園田健一
- 田中圭一
- 中尊寺ゆつこ（ - 2005年）
- 中川いさみ
- 流水凜子
- 西崎まりの（ - 2004年）
- 柊あおい
- 深谷かほる
- 本田恵子
- 森下裕美
- 山川直人

## 1963年生
- 青山剛昌
- 麻宮騎亜
- 芦奈野ひとし
- 厦門潤
- 新井英樹
- 飯塚修子
- 伊藤潤二
- 石田敦子
- 岡崎京子
- 上條淳士
- コージィ城倉
- 佐藤マコト
- 鈴木みそ
- 高田裕三
- 高橋和希（ - 2022年）
- 寺田克也
- トニーたけざき
- 中島徹（ - 2011年）
- 西村しのぶ
- 西森博之
- 萩原一至
- 水沢めぐみ
- Moo.念平
- 吉住渉
- 吉田戦車

## 1964年生
- いくえみ綾
- 稲田浩司
- 内田かずひろ
- 折原みと
- 河合克敏
- 加瀬あつし
- 神崎将臣
- 木村千歌
- 現代洋子
- 西原理恵子
- 柴山薫（ - 2007年）
- 須藤真澄
- 紡木たく
- 双団平
- 高橋のぼる
- たけだみりこ
- ナカタニD.
- 名取ちずる（ - 2004年）
- にわのまこと
- 藤島康介
- 藤田和日郎
- 松田洋子
- 松永豊和
- 水城まさひと
- 光原伸
- 皆川亮二
- 望月峯太郎
- よしもとよしとも

## 1965年生
- 一本木蛮
- うらべ・すう（ - 2001年）
- 永福一成
- 岡田あーみん
- おーなり由子
- 小野敏洋
- 木崎ひろすけ（ - 2001年）
- こしたてつひろ
- さくらももこ（ - 2018年）
- さとうふみや
- 椎名高志
- 高河ゆん
- 髙橋ツトム
- 髙橋ヒロシ
- 那州雪絵
- 野中英次
- はぬまあん（ - 2011年）
- 浜岡賢次
- 満田拓也

## 1966年生
- 牛島慶子
- うたたねひろゆき
- 梅澤春人
- うるし原智志
- 大橋薫
- 奥瀬サキ
- カネコアツシ
- 加藤礼次朗
- 菅野博之
- 鬼頭莫宏
- 楠桂
- 田島昭宇
- タナカカツキ
- 田中ユタカ
- 冨樫義博
- ながとしやすなり
- 西炯子
- ヒロモト森一
- 三浦建太郎（ - 2021年）
- 森恒二
- 森川ジョージ
- 森田まさのり
- 八神健
- 八神ひろき
- 山口貴由
- 山田玲司

## 1967年生
- 有元美保
- 一條裕子
- 井上雄彦
- 大川緋芭（CLAMP）
- 太田垣康男
- 岡崎武士
- おかざき真里
- 岡野剛
- 奥浩哉
- カサハラテツロー
- きたがわ翔
- 北川みゆき
- 楠本まき
- くぼたまこと
- 久米田康治
- さいとうちほ
- 塩崎雄二
- 柴田亜美
- 高橋しん
- 武内直子
- 寺田亨
- 豊田徹也
- 内藤泰弘
- 中野純子（ - 2012年）
- 中村雅之（ - 1993年）
- ねこぢる（ - 1998年）
- 猫部ねこ
- 二宮ひかる
- 橋口たかし
- 深谷陽
- 藤沢とおる
- 松本大洋
- 見田竜介
- 村枝賢一
- 矢沢あい
- 安田弘之
- 山田花子（ - 1992年）

## 1968年生
- 赤松健
- 浅田弘幸
- あずまきよひこ
- 井上三太
- かわすみひろし
- 桐山光侍
- こうの史代
- SABE（ - 2009年）
- 曽田正人
- 古屋兎丸
- もこな（CLAMP）
- 八木教広
- 山田芳裕
- 山本英夫
- 渡辺潤

## 1969年生
- あとり硅子（ - 2004年）
- 有馬啓太郎
- 彩花みん
- いがらし寒月（CLAMP）
- 五十嵐大介
- 伊藤理佐
- 植芝理一
- おおひなたごう
- 小畑健
- 小原愼司
- 河島正（ - 2010年）
- 木多康昭
- しんむらけーいちろー
- 高橋和男（ - 2011年）
- 土田世紀（ - 2012年）
- 冨樫 (漫画家)
- 二ノ宮知子
- 猫井椿（CLAMP）
- ハロルド作石
- 福島聡
- 南Q太
- 本秀康
- 矢上裕
- やぶうち優
- 山咲トオル